# Just Joey

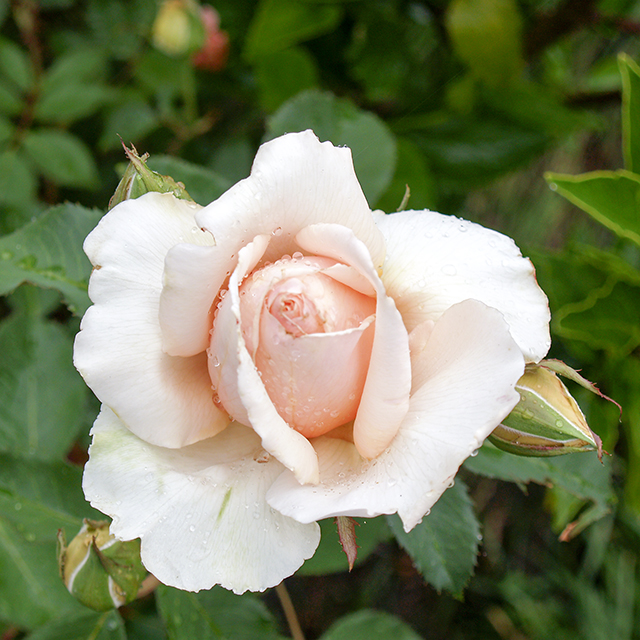

Die Rosensorte Just Joey (Synonym auch 'Just Joeye' oder 'CANjujo') wurde vom englischen Rosenzüchter Clifford Pawsey gezüchtet und durch Cants of Colchester 1972 eingeführt. Diese Teehybride entstand durch die Kreuzung von 'Duftwolke' × 'Dr. A.J. Verhage'.
'Just Joey' wird etwa 1 Meter hoch. Sie eignet sich zur Beet- und Randbepflanzung und hält sich auch gut als Schnittrose. In kälteren Gegenden braucht sie Winterschutz (USDA-Zone 7–10). Die Laubblätter sind glänzend ledrig. 'Just Joey' ist dauerblühend. Die Blüten sind gut gefüllt und stark lieblich duftend. Die orangefarbenen, am Rand rötlich geaderten Kronblätter besitzen reizvoll gewellte Ränder.
Der Sorte wurde 1986 mit der James Mason Medaille und 1993 mit dem Award of Garden Merit der Royal Horticultural Society ausgezeichnet. 1994 wurde sie von der World Federation of Rose Societies (Weltrosenvereinigung) zur Weltrose gekürt – die höchste Auszeichnung für eine Rosensorte.
Benannt wurde sie nach Josephine (Joey) Pawsey, der Gattin des Sohns des Züchters: da der Name "unschön" war, wurde er schließlich abgekürzt.